# 미토 고몬
미토 고몬(일본어: 水戸黄門 미토 코몬[*])은 에도 시대를 배경으로 하는 일본의 텔레비전 사극이다.
사극 미토 고몬은 미토 미쓰쿠니(水戸光圀)와 그의 수하인 사사키 스게사부로(佐々木助三郎)와 아쓰미 가쿠노신(渥美格之進)이 주인공이며, 이들의 모험으로 이야기가 전개된다. 1969년 8월 4일에 처음으로 방영을 하였으며, 2003년 12월 15일에 방송 1000회를 돌파하였다. 2011년 12월 19일에 '최종회 스페셜'을 마지막으로 종영하였다.

## 줄거리
미토번의 번주였던 미토 미쓰쿠니가 수하 장수인 스케 상(助さん, 사사키 스게사부로) 그리고 가쿠 상(格さん, 아쓰미 가쿠노신)과 함께 전국을 유랑하며 잘못을 바로잡는 것이 기본적인 이야기이다.

### 절정 부분
미쓰쿠니가 나쁜 사람 앞에서 그의 악행을 폭로하면, 폭로를 당한 사람은 미쓰쿠니의 말을 그냥 평범한 시골 노인의 참견으로 인식, 미쓰쿠니 일행을 베라는 식으로 맞선다. 이에 미쓰쿠니는 "스케 상! 가쿠 상! 벌하라!(助さん! 格さん! 懲らしめてやりなさい!!!)"라고 명령을 내림과 동시에 칼싸움이 벌어진다. 그러다가 한쪽이 대체적으로 타격을 입었으면, 미쓰쿠니가 "스케 상! 가쿠 상! 이제 되었다.(助さん! 格さん! もう良いでしょう!!!)"라고 명한다. 그러면 스케 상이나 가쿠 상이 "조용하라! 조용하라! 이 가문이 눈에 들어오지 않는가(静まれ、静まれぃ! この紋所が目に入らぬか!!!)?"라고 외치며 도쿠가와 가문의 문장인 아오이(아욱) 문장(葵の御紋)이 새겨진 인룡(印籠)을 보인다. 인룡을 내보인 후에 스케 상이나 가쿠 상이 "여기 계신 분이 누구라고 생각하는가(こちらにおわす御方をどなたと心得る!)? 송구스럽게도 전직 부장군이신 미토 미쓰쿠니 공께서 납시셨다(畏れ多くも前 の副将軍・水戸光圀公にあらせられるぞ!). 일동! 노공앞에서 머리가 높구나. 엎드려라!(一同、御老公の御前である、頭が高い! 控え居ろう!!!)"라고 외치면, 주위의 모든 사람들이 땅에 엎드려 조아린다.
여기에서 미쓰쿠니는 나쁜 사람들에게는 질책하고, 충의지사나 효심이 강한 백성등에게는 위로의 말을 건네며, 명가의 재건이나 생각하지 못했던 결혼, 혹은 번의 의사에 의한 난치병 치료 등 어려운 백성의 소원을 들어주기도 한다.

## 방영 회수
1969년 8월 4일에 제 1부 제 1회가 방영되었으며, 2011년 12월 19일까지 총 43부가 방영되었다. 또한 총 5명의 배우가 미토 미쓰쿠니 역을 맡았다. 방영 회수 및 주인공들의 역할을 맡은 배우의 목록은 다음과 같다.
| 부                                        | 방송기간                                  | 방영 회수 | 전체 방영 회수 | 미토 미쓰쿠니              | 사사키 스게사부로            | 아쓰미 가쿠노신          |
| ----------------------------------------- | ----------------------------------------- | --------- | -------------- | -------------------------- | ---------------------------- | ------------------------ |
| 제 1부                                    | 1969년 8월 4일 - 1970년 3월 9일           | 32회      | 32회           | 도노 에지로 (東野英治郎)   | 스기 료타로 (杉良太郎)       | 요코우치 다다시 (横内正) |
| 제 2부                                    | 1970년 9월 28일 - 1971년 5월 10일         | 33회      | 65회           | 도노 에지로 (東野英治郎)   | 스기 료타로 (杉良太郎)       | 요코우치 다다시 (横内正) |
| 제 3부                                    | 1971년 11월 29일 - 1972년 6월 5일         | 28회      | 93회           | 도노 에지로 (東野英治郎)   | 사토미 고타로 (里見浩太朗)   | 요코우치 다다시 (横内正) |
| 제 4부                                    | 1973년 1월 22일 - 1973년 9월 17일         | 35회      | 128회          | 도노 에지로 (東野英治郎)   | 사토미 고타로 (里見浩太朗)   | 요코우치 다다시 (横内正) |
| 제 5부                                    | 1974년 4월 1일 - 1974년 9월 30일          | 26회      | 154회          | 도노 에지로 (東野英治郎)   | 사토미 고타로 (里見浩太朗)   | 요코우치 다다시 (横内正) |
| 제 6부                                    | 1975년 3월 31일 - 1975년 11월 3일         | 32회      | 186회          | 도노 에지로 (東野英治郎)   | 사토미 고타로 (里見浩太朗)   | 요코우치 다다시 (横内正) |
| 제 7부                                    | 1976년 5월 24일 - 1977년 1월 10일         | 34회      | 220회          | 도노 에지로 (東野英治郎)   | 사토미 고타로 (里見浩太朗)   | 요코우치 다다시 (横内正) |
| 제 8부                                    | 1977년 7월 18일 - 1978년 1월 30일         | 29회      | 249회          | 도노 에지로 (東野英治郎)   | 사토미 고타로 (里見浩太朗)   | 요코우치 다다시 (横内正) |
| 제 9부                                    | 1978년 8월 7일 - 1979년 2월 5일           | 27회      | 276회          | 도노 에지로 (東野英治郎)   | 사토미 고타로 (里見浩太朗)   | 오와다 신야 (大和田伸也) |
| 제 10부                                   | 1979년 8월 13일 - 1980년 2월 11일         | 26회      | 302회          | 도노 에지로 (東野英治郎)   | 사토미 고타로 (里見浩太朗)   | 오와다 신야 (大和田伸也) |
| 제 11부                                   | 1980년 8월 18일 - 1981년 2월 9일          | 26회      | 328회          | 도노 에지로 (東野英治郎)   | 사토미 고타로 (里見浩太朗)   | 오와다 신야 (大和田伸也) |
| 제 12부                                   | 1981년 8월 31일 - 1982년 3월 1일          | 27회      | 355회          | 도노 에지로 (東野英治郎)   | 사토미 고타로 (里見浩太朗)   | 오와다 신야 (大和田伸也) |
| 제 13부                                   | 1982년 10월 18일 - 1983년 4월 11일        | 26회      | 381회          | 도노 에지로 (東野英治郎)   | 사토미 고타로 (里見浩太朗)   | 오와다 신야 (大和田伸也) |
| 제 14부                                   | 1983년 10월 31일 - 1984년 7월 9일         | 37회      | 418회          | 니시무라 고우 (西村晃)     | 사토미 고타로 (里見浩太朗)   | 이부키 고로 (伊吹吾郎)   |
| 제 15부                                   | 1985년 1월 28일 - 1985년 10월 21일        | 39회      | 457회          | 니시무라 고우 (西村晃)     | 사토미 고타로 (里見浩太朗)   | 이부키 고로 (伊吹吾郎)   |
| 제 16부                                   | 1986년 4월 28일 - 1987년 1월 19일         | 39회      | 496회          | 니시무라 고우 (西村晃)     | 사토미 고타로 (里見浩太朗)   | 이부키 고로 (伊吹吾郎)   |
| 제 17부                                   | 1987년 8월 24일 - 1988년 2월 22일         | 26회      | 522회          | 니시무라 고우 (西村晃)     | 사토미 고타로 (里見浩太朗)   | 이부키 고로 (伊吹吾郎)   |
| 제 18부                                   | 1988년 9월 12일 - 1989년 5월 1일          | 33회      | 555회          | 니시무라 고우 (西村晃)     | 아오이 데루히코 (あおい輝彦) | 이부키 고로 (伊吹吾郎)   |
| 제 19부                                   | 1989년 9월 25일 - 1990년 4월 16일         | 29회      | 584회          | 니시무라 고우 (西村晃)     | 아오이 데루히코 (あおい輝彦) | 이부키 고로 (伊吹吾郎)   |
| 제 20부                                   | 1990년 10월 22일 - 1991년 10월 7일        | 48회      | 632회          | 니시무라 고우 (西村晃)     | 아오이 데루히코 (あおい輝彦) | 이부키 고로 (伊吹吾郎)   |
| 제 21부                                   | 1992년 4월 6일 - 1992년 11월 9일          | 32회      | 664회          | 니시무라 고우 (西村晃)     | 아오이 데루히코 (あおい輝彦) | 이부키 고로 (伊吹吾郎)   |
| 제 22부                                   | 1993년 5월 17일 - 1994년 1월 24일         | 36회      | 700회          | 사노 아사오 (佐野浅夫)     | 아오이 데루히코 (あおい輝彦) | 이부키 고로 (伊吹吾郎)   |
| 제 23부                                   | 1994년 8월 1일 - 1995년 5월 15일          | 40회      | 740회          | 사노 아사오 (佐野浅夫)     | 아오이 데루히코 (あおい輝彦) | 이부키 고로 (伊吹吾郎)   |
| 제 24부                                   | 1995년 9월 11일 - 1996년 6월 10일         | 37회      | 777회          | 사노 아사오 (佐野浅夫)     | 아오이 데루히코 (あおい輝彦) | 이부키 고로 (伊吹吾郎)   |
| 제 25부                                   | 1996년 12월 9일 - 1997년 10월 27일        | 43회      | 820회          | 사노 아사오 (佐野浅夫)     | 아오이 데루히코 (あおい輝彦) | 이부키 고로 (伊吹吾郎)   |
| 제 26부                                   | 1998년 2월 9일 - 1998년 8월 17일          | 26회      | 846회          | 사노 아사오 (佐野浅夫)     | 아오이 데루히코 (あおい輝彦) | 이부키 고로 (伊吹吾郎)   |
| 제 27부                                   | 1999년 3월 22일 - 1999년 10월 18일        | 30회      | 876회          | 사노 아사오 (佐野浅夫)     | 아오이 데루히코 (あおい輝彦) | 이부키 고로 (伊吹吾郎)   |
| 제 28부                                   | 2000년 3월 6일 - 2000년 11월 20일         | 34회      | 910회          | 사노 아사오 (佐野浅夫)     | 아오이 데루히코 (あおい輝彦) | 이부키 고로 (伊吹吾郎)   |
| 제 29부                                   | 2001년 4월 2일 - 2001년 9월 17일          | 25회      | 935회          | 이시자카 고지 (石坂浩二)   | 기시모토 유지 (岸本祐二)     | 야마다 준다이 (山田純大) |
| 제 30부                                   | 2002년 1월 7일 - 2002년 7월 1일           | 25회      | 960회          | 이시자카 고지 (石坂浩二)   | 기시모토 유지 (岸本祐二)     | 야마다 준다이 (山田純大) |
| 제 31부                                   | 2002년 10월 14일 - 2003년 3월 24일        | 22회      | 982회          | 사토미 고타로 (里見浩太朗) | 기시모토 유지 (岸本祐二)     | 야마다 준다이 (山田純大) |
| 제 32부                                   | 2003년 7월 28일 - 2003년 12월 8일         | 17회      | 999회          | 사토미 고타로 (里見浩太朗) | 하라다 류지 (原田龍二)       | 고다 마사시 (合田雅吏)   |
| 1000회 기념 스페셜 / 2003년 12월 15일     | 1000회 기념 스페셜 / 2003년 12월 15일     | 1회       | 1000회         | 사토미 고타로 (里見浩太朗) | 하라다 류지 (原田龍二)       | 고다 마사시 (合田雅吏)   |
| 제 33부                                   | 2004년 4월 12일 - 2004년 9월 20일         | 22회      | 1022회         | 사토미 고타로 (里見浩太朗) | 하라다 류지 (原田龍二)       | 고다 마사시 (合田雅吏)   |
| 제 34부                                   | 2005년 1월 10일 - 2005년 6월 6일          | 20회      | 1042회         | 사토미 고타로 (里見浩太朗) | 하라다 류지 (原田龍二)       | 고다 마사시 (合田雅吏)   |
| 제 35부                                   | 2005년 10월 10일 - 2006년 3월 6일         | 20회      | 1062회         | 사토미 고타로 (里見浩太朗) | 하라다 류지 (原田龍二)       | 고다 마사시 (合田雅吏)   |
| 내쇼날 극장 50주년 스페셜/2006년 3월 13일 | 내쇼날 극장 50주년 스페셜/2006년 3월 13일 | 1회       | 1063회         | 사토미 고타로 (里見浩太朗) | 하라다 류지 (原田龍二)       | 고다 마사시 (合田雅吏)   |
| 제 36부                                   | 2006년 7월 24일 - 2006년 12월 18일        | 20회      | 1083회         | 사토미 고타로 (里見浩太朗) | 하라다 류지 (原田龍二)       | 고다 마사시 (合田雅吏)   |
| 제 37부                                   | 2007년 4월 9일 - 2007년 9월 17일          | 23회      | 1106회         | 사토미 고타로 (里見浩太朗) | 하라다 류지 (原田龍二)       | 고다 마사시 (合田雅吏)   |
| 제 38부                                   | 2008년 1월 7일 - 2008년 6월 30일          | 24회      | 1130회         | 사토미 고타로 (里見浩太朗) | 하라다 류지 (原田龍二)       | 고다 마사시 (合田雅吏)   |
| 제 39부                                   | 2008년 10월 13일 - 2009년 3월 23일        | 22회      | 1152회         | 사토미 고타로 (里見浩太朗) | 하라다 류지 (原田龍二)       | 고다 마사시 (合田雅吏)   |
| 제 40부                                   | 2009년 7월 27일 - 2009년 12월 21일        | 20회      | 1172회         | 사토미 고타로 (里見浩太朗) | 하라다 류지 (原田龍二)       | 고다 마사시 (合田雅吏)   |
| 제 41부                                   | 2010년 4월 12일 - 2010년 6월 28일         | 12회      | 1184회         | 사토미 고타로 (里見浩太朗) | 하라다 류지 (原田龍二)       | 고다 마사시 (合田雅吏)   |
| 제 42부                                   | 2010년 10월 11일 - 2011년 3월 21일        | 21회      | 1205회         | 사토미 고타로 (里見浩太朗) | 아즈마 미키히사 (東幹久)     | 마토바 고지 (的場浩司)   |
| 제 43부                                   | 2011년 7월 4일 - 2011년 12월 12일         | 21회      | 1226회         | 사토미 고타로 (里見浩太朗) | 아즈마 미키히사 (東幹久)     | 마토바 고지 (的場浩司)   |
| 최종회 스페셜/2011년 12월 19일            | 최종회 스페셜/2011년 12월 19일            | 1회       | 1227회         | 사토미 고타로 (里見浩太朗) | 아즈마 미키히사 (東幹久)     | 마토바 고지 (的場浩司)   |